# Tapponia micans
Tapponia micans är en spindelart som beskrevs av Simon 1885. Tapponia micans ingår i släktet Tapponia och familjen lospindlar. Inga underarter finns listade i Catalogue of Life.